# ایسهام
ایسهام (به انگلیسی: Isham) یک روستا و محله مدنی در بریتانیا است که در ولینگ‌بورو واقع شده‌است. ایسهام ۷۷۱ نفر جمعیت دارد.